# Asadipus kunderang
Asadipus kunderang là một loài nhện trong họ Lamponidae. Loài này được phát hiện ở Úc.